# Костел Святої Трійці (Берестечко)

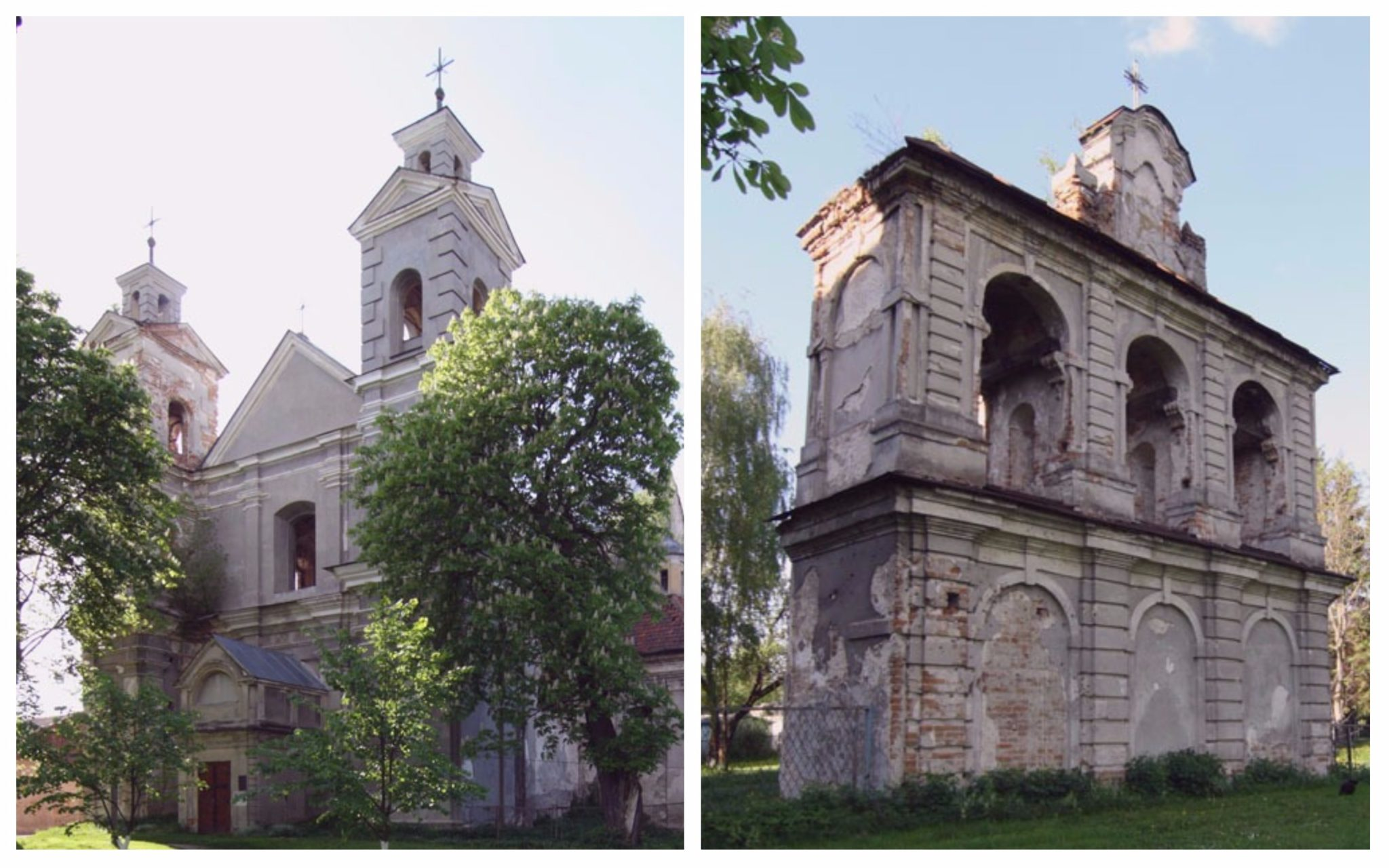
Костел Святої Трійці

Костел Святої Трійці у м. Берестечку був збудований у першій половині XVIII ст. за допомогою галицького каштеляна Томаша Карчевського, який спонсорував будівництво, оскільки Берестечко належало його родині. Місто знаходиться в Горохівському районі Волинської області, на березі річки Стир, поселення відоме з XV ст., а 7 липня 1547 р. отримало Магдебурзьке право. В минулому на цьому місці існував дерев'яний костел Святого Апостола Андрія. Монашеський орден тринітаріїв, що потрапив із Польщі в Україну, займався поширенням католицизму серед православного населення, тому власне і виникла ідея спорудити католицький храм. Таким чином поляки прагнули показати могутність Речі Посполитої і увічнити свою перемогу під Берестечком. Тринітарії – орден Святої Трійці, займався також визволенням християн з татарського полону, не слід забувати, що місто, як і тисячі інших українських міст та сіл, потерпало від ворожих нападів.
У 1711 р. розпочалося будівництво костелу Святої Трійці та монастиря ордену тринітаріїв при ньому. З 1733 р. брат Томаша Карчевського – Януш продовжував займатися спорудженням храму, однак завершив будівництво новий власник міста – Ян Замойський аж у 1765 р. У 1801 р. святиню урочисто освятив єпископ Каспер Цецішовський.
Костел Святої Трійці мав величний вигляд, збудований у стилі пізнього бароко (рококо), дивував своєю гармонійністю, вишуканістю і виточеною довершеністю архітектури. Мурований храм – оригінальний і неповторний за своєю цінністю, хрестоподібний за планом, трьохнефний, з вісьмома вівтарями, оздоблений дерев'яними скульптурами і картинами художника Йозефа Прехтля. Наприклад, мистецтвознавець Б.Возницький зазначав, що одна із зовнішніх стін храму славилася картиною вищезгаданого художника "Берестецька битва", але у 1853 р. її змушені були замалювати, щоб не знищила влада царської Росії. Стіни та склепіння храму були вкриті фресками Прехтля. Всього у костелі зберігалося 16 картин, серед яких – копія іспанського художника Муриллю та знаменита фреска Кармароні.
Інтер'єр святині розкішно оздоблений у стилі рококо, великий центральний вівтар прикрашено майстерними різьбленнями, на бічних вівтарях розміщувалися ікони святих тринітарійського ордену. Орґан костелу славився своїм особливим звучанням, тут знаходилась усипальниця з білого мармуру власника Берестечка кінця XIX ст. – Віктора Вітославського, а також шабля Яреми Вишневецького, яку викрали у 1920 р. Деякий час у храмі перебували мощі Святого Валентина, до яких зверталися у молитвах як католики, так і православні, цей об'єднуючий чинник також не варто ігнорувати. У підвалах цієї споруди знаходилося кілька підземних переходів, один з яких простягався на кілька кілометрів. Перед храмом розташувалася кам'яна двох'ярусна дзвіниця, її дах прикрашений бароковим фігурним фронтоном.
Після польського повстання у 1831 р. російський уряд зачинив монастир, його приміщення почали використовувати як в'язницю, проте храм продовжував функціонувати. У 1870 р. здійснили ремонтні роботи, а дах перекрили черепицею. У 1889 р. парох Леопольд Тузінкєвіч повністю завершив реставрацію храму. Не дивлячись на те, що у 1920 р. святиню пограбували, вона продовжила свою діяльність аж до 1941 р. Після Другої світової війни храм пограбували вдруге: орґан знищили, а дерев'яні скульптури вивезли, деякі фрагменти цих скульптур зберігаються в Олеському замку. Приміщення костелу віддали під склад зерна, а з 1952 р. у монастирі працював сирзавод.
Костел Святої Трійці лише нещодавно почав відновлювати свою діяльність, оскільки перебуває у напівзруйнованому стані, потребує чималих реставраційно-відновлюваних робіт, тепер належить до єпархії Греко-католицької церкви України.